# Територія Вашингтон
Територія Вашингтон (англ. Washington Territory) – організована інкорпорована територія Сполучених Штатів яка існувала з 2 березня 1853 до 11 листопада 1889, коли була прийнята до складу США як штат Вашингтон. Вона була створена з частини Території Орегон на північ від низів’я річки Колумбія, та північніше 46 паралелі на схід від річки Колумбія. В своїх найбільших кордонах, повністю включала в себе землі сучасного штату Айдахо, та частини штатів Монтана та Вайомінг, поки не були встановлені остаточні кордони у 1863.

## Історія
Заклики до самоврядування розвинулись на Території Орегон північніше річки Колумбія у 1851-1852 роках. Група видатних поселенців з регіонів Коуліц та П’юджет-Саунд зустрілись 25 листопада 1852 на “З’їзді в Монтісело” для розроблення петиції до конгресу Сполучених Штатів із закликом створення нової території на північ від річки Колумбія. Після отримання згоди від Орегонської територіальної влади, пропозиція була надіслана до федеральної влади. 
Біль про створення території був поданий до Палати Представників 25 січня 1853. Один з членів Палати Представників Річард Стентон стверджував, що запропонована назва -”Територія Колумбія”- може бути сплутана з Округом Колумбія, та запропонував натомість назвати територію на честь Джорджа Вашингтона. Біль вже зі зміненим ім’ям, хоч і не без дебатів, був прийнятий у Палаті 10 лютого, у Сенаті 2 березня, та в той же день підписаний президентом Міллардом Філлмором. Аргумент проти назви Вашингтон навів сенатор з Меріленду Александр Еванс, який нагадав що хоч і не має штатів з такою назвою, проте є багато округів, міст і містечок з такою назвою і це могло би викликати плутанину. Еванс наполягав на тому що територія має носити “якесь гарне індіанське ім’я”. 
Айзек Стівенс призначений першим губернатором Території Вашингтон проголосив місто Олімпія столицею території. 
Початкові кордони території включали усі землі сучасного штату Вашингтон, а також північний Айдахо та західну частину Монтани. Після створення штату Орегон, та його прийняття до складу США у 1859, східна частина Території Орегон (включно з південним Айдахо, частиною західного Вайомінгу, та невеликою частиною сучасного округу Равалі, Монтана) були приєднані до Території Вашингтон. А південно-східний край Території 2 березня 1861 був відданий Території Небраски.
У 1863, частина Території Вашингтон на схід від річки Снейк та 117 меридіану, була реорганізована як частина новоствореної Території Айдахо. З тих земель що залишились, 11 листопада 1889 року був утворений 42 штат США.

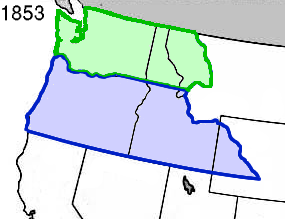
Територія Вашингтон (зелений) та Територія Орегон (синій) у 1853
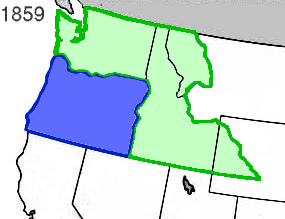
Територія Вашингтон (зелений) та Територія Орегон у 1859
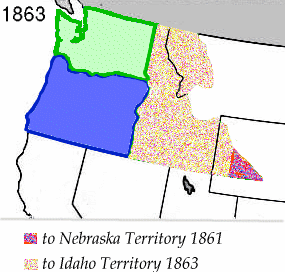
Частини віддані територіям Небраски та Айдахо у 1861 та 1863